# Системная консоль
Системная консо́ль («англ. System console — Системный пульт управления») — совокупность устройств (в том числе устройств ввода-вывода), обеспечивающая взаимодействие человека-оператора с компьютером.

### Современные консоли
В большинстве современных компьютеров консолью является комплект устройств интерактивного ввода-вывода, присоединённых к компьютеру непосредственно (не через сеть): дисплей, клавиатура, мышь. Консольный сеанс в многопользовательских операционных системах — это сеанс, осуществляемый человеком, находящимся непосредственно перед компьютером (в противоположность сеансу удалённого доступа, например через telnet, ssh, X Window System, RDP и т. п.). Данная трактовка термина консоль безотносительна к типу пользовательского интерфейса: текстовому (CUI) или графическому (GUI).

### Текстовые терминалы
В качестве едва ли не самого первого устройства для вывода текста системных сообщений и ввода команд с клавиатуры непосредственно применялись электрические пишущие машинки и телетайпы. Именно от них происходят самые ранние стандарты ввода-вывода на консоль и некоторые режимы работы, например переключение режима «Эхо вводимых символов» и работа клавиши BackSpace в режиме «телетайпа», когда удаляемые из вводимой строки символы печатаются после символа /, так как в наиболее простых устройствах отсутствовали перемещение каретки назад и запечатывание символа корректирующей лентой.
В старых компьютерных системах консолью называлось устройство для вывода системных сообщений: АЦПУ или монитор. Впоследствии вместо АЦПУ стали применять мониторы, снабжённые знакогенератором, что позволило быстро и удобно организовывать диалог с пользователем. Отсюда происходит традиция называть программы с текстовым интерфейсом консольными.
В некоторых системах (в том числе в современных встраиваемых системах) в качестве консоли используется текстовый терминал, подключённый к последовательному порту.

## Программное обеспечение
- В различных программах и играх консолью стали называть окно для вывода системных сообщений и приёма команд (см.: интерфейс командной строки).
- Консолью называют программное обеспечение, реализующее текстовый интерфейс.
- Microsoft Management Console в Microsoft Windows — оболочка для управления системной конфигурацией Windows. Существует также специальный тип окна, используемый текстовыми программами (ошибочно называемый окном MS-DOS, из-за использования командного интерпретатора DOS, в ранних версиях Windows) — такие окна также могут быть названы консольными.

## История

### Консольные панели
До разработки буквенно-цифровых системных консолей с использованием ЭЛТ, некоторые компьютеры, такие как IBM 1620 (1959 год), имели консольные пишущие машинки и консольные панели с индикаторами и тумблерами. В то время как самый первый программируемый компьютер Manchester Baby (1948 год) для обеспечения функций консоли использовал комбинацию электромеханических переключателей и ЭЛТ, — на ЭЛТ отображалось содержимое памяти в двоичном формате путём зеркалирования ОЗУ машины (построенной на основе электронно-лучевой трубки Уильямса-Килберна).